# 维特兰
维特兰（法語：Wittring，法語發音：[vitʁɛ̃]；洛林法兰克语：Wittringe）是法国摩泽尔省的一个市镇，属于萨尔格米讷区。

## 地理
维特兰（49°3'16"N, 7°8'46"E）面积8.09 平方千米，位于法国大東部大區摩泽尔省，该省份为法国东北部内陆省份，是洛林的一部分，西南接默尔特-摩泽尔省，东临下莱茵省，北与卢森堡和德国接壤。
与维特兰接壤的市镇（或旧市镇、城区）包括：埃比蔡姆、阿亨、卡劳森、维斯维莱尔、泽坦、锡尔蔡姆。

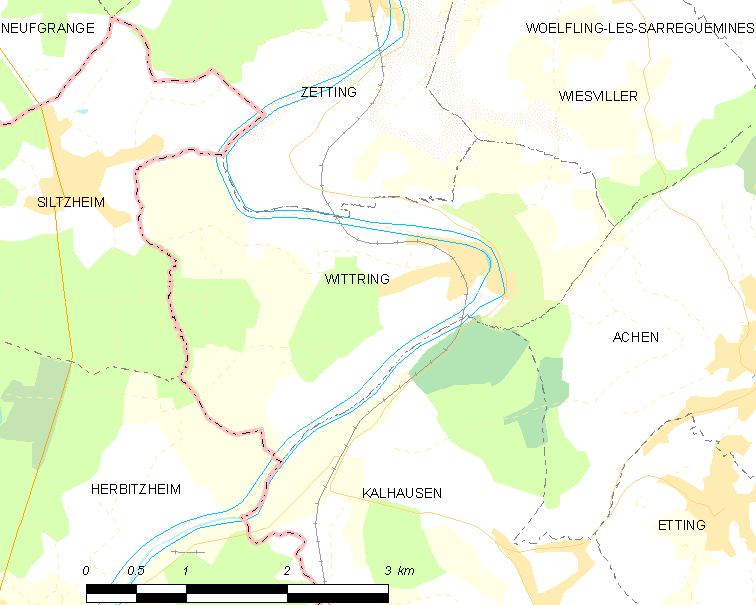
维特兰的OSM定位图

维特兰的时区为UTC+01:00、UTC+02:00（夏令时）。

## 行政
维特兰的邮政编码为57905，INSEE市镇编码为57748。

## 政治
维特兰所属的省级选区为萨尔格米讷县。

## 人口

1962-2008年间维特兰人口变化图示

维特兰于2022年1月1日时的人口数量为741人。